# Províncias e territórios do Canadá
O Canadá é um país da América do Norte, constituído por dez províncias e por três territórios diferentes. Cada uma das províncias possui um certo grau de autonomia em relação ao governo federal, podendo criar leis e impostos provinciais. Além disso, as províncias são responsáveis pelo fornecimento de serviços como educação e saúde pública, por exemplo. Cada província possui um certo número de representantes na Câmara dos Comuns e no Senado. Os territórios, por sua vez, possuem um grau de autonomia menor em relação ao governo federal, sendo que muitos serviços públicos, de responsabilidade provincial nas províncias, são de responsabilidade do governo federal, nos territórios. Cada uma das províncias e territórios do Canadá possui seus símbolos provinciais/territoriais. Cada território possui direito a um representante na Câmara dos Comuns e um no Senado.

## Províncias e Territórios

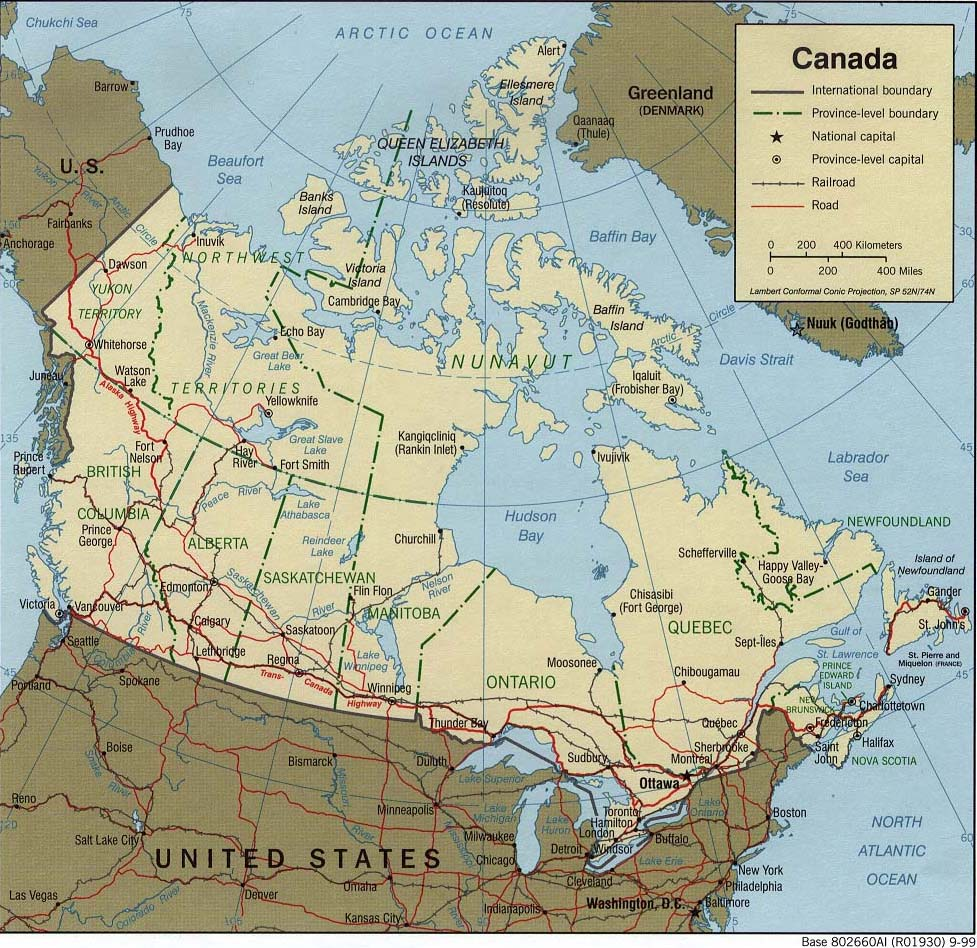
Mapa político do Canadá

As províncias e os territórios do Canadá são divisões administrativas responsáveis pela prestação de governança subnacional. Quando o Canadá se formou em 1867, três províncias da América do Norte Britânica: Novo Brunswick, Nova Escócia e a Província do Canadá (que na formação do Canadá, foi dividida em Ontário e Quebec) foram unificadas para formar uma colônia federada que eventualmente tornou-se uma nação soberana no século seguinte. Ao longo de sua história, as fronteiras internacionais do Canadá mudaram várias vezes, e o país cresceu das quatro províncias originais para as dez províncias e três territórios atuais. As dez províncias são Alberta, Colúmbia Britânica, Manitoba, Novo Brunswick, Terra Nova e Labrador, Nova Escócia, Ontário, Ilha do Príncipe Eduardo, Quebec e Saskatchewan. Várias das províncias eram ex-colônias britânicas, porém Quebec era originalmente uma colônia francesa. Os três territórios são os Territórios do Noroeste, Nunavut e Yukon, que atualmente governam o resto da área da antiga América do Norte britânica. Juntas, as províncias e os territórios constituem o segundo maior país do mundo por área territorial.
A principal diferença entre uma província canadense e um território é que as províncias recebem seu poder e autoridade diretamente da coroa, enquanto os governos territoriais têm poderes delegados pelo Parlamento do Canadá. Os poderes decorrentes da Lei Constitucional são divididos entre o governo federal e os governos provinciais para exercerem exclusivamente. Uma mudança na divisão de poderes entre o governo federal e as províncias exigem uma emenda constitucional, enquanto uma mudança semelhante que afeta os territórios pode ser realizada unilateralmente pelo parlamento do Canadá ou pelo governo.
Na moderna teoria constitucional canadense, as províncias são consideradas divisões cossoberanas, cada província tem sua própria "coroa" representada pelo vice-governador. Os territórios não são soberanos, mas simplesmente parte do reino federal, cada um possui um comissário que o representa no governo federal.
Estas são listas com informações das províncias e dos territórios do Canadá:

### Dados gerais das províncias
| Bandeira | Escudo | Províncias               | Abreviação postal | Capital          | Maior cidade  | Entrada na Confederação | População (2014) | Área (km²) | Área (km²) | Área (km²) | Línguas oficiais |
| Bandeira | Escudo | Províncias               | Abreviação postal | Capital          | Maior cidade  | Entrada na Confederação | População (2014) | Terra      | Água       | Total      | Línguas oficiais |
| -------- | ------ | ------------------------ | ----------------- | ---------------- | ------------- | ----------------------- | ---------------- | ---------- | ---------- | ---------- | ---------------- |
|          |        | Ontário                  | ON                | Toronto          | Toronto       | 1 de julho de 1867      | 13 678 700       | 917 741    | 158 654    | 1 076 395  | Inglês           |
|          |        | Quebec                   | QC                | Cidade de Quebec | Montreal      | 1 de julho de 1867      | 8 214 700        | 1 356 128  | 185 928    | 1 542 056  | Francês          |
|          |        | Nova Escócia             | NS                | Halifax          | Halifax       | 1 de julho de 1867      | 942 700          | 53 338     | 1 946      | 55 284     | Inglês           |
|          |        | Novo Brunswick           | NB                | Fredericton      | Moncton       | 1 de julho de 1867      | 753 900          | 71 450     | 1 458      | 72 908     | Inglês e francês |
|          |        | Manitoba                 | MB                | Winnipeg         | Winnipeg      | 15 de julho de 1870     | 1 282 000        | 553 556    | 94 241     | 647 797    | Inglês           |
|          |        | Colúmbia Britânica       | BC                | Vitória          | Vancouver     | 20 de julho de 1871     | 4 631 300        | 925 186    | 19 549     | 944 735    | Inglês           |
|          |        | Ilha do Príncipe Eduardo | PE                | Charlottetown    | Charlottetown | 1 de julho de 1873      | 146 300          | 5 660      | 0          | 5 660      | Inglês           |
|          |        | Saskatchewan             | SK                | Regina           | Saskatoon     | 1 de setembro de 1905   | 1 125 400        | 591 670    | 59 366     | 651 036    | Inglês           |
|          |        | Alberta                  | AB                | Edmonton         | Calgary       | 1 de setembro de 1905   | 4 121 700        | 642 317    | 19 531     | 661 848    | Inglês           |
|          |        | Terra Nova e Labrador    | NL                | St. John's       | St. John's    | 31 de março de 1949     | 527 000          | 373 872    | 31 340     | 405 212    | Inglês           |
|          |        | Total                    | Total             | Total            | Total         | Total                   | 35 423 700       | 5 490 918  | 572 013    | 6 062 931  | —                |

### Territórios
Existem atualmente três territórios no Canadá. Ao contrário das províncias, os territórios do Canadá não possuem jurisdição inerente (jurisdição própria), e só têm os poderes que lhes foram delegados pelo governo federal. Incluem todo o território continental canadense a norte da latitude 60° N e a oeste da Baía de Hudson, bem como essencialmente todas as ilhas a norte do continente canadense (desde as da Baía de James até o Arquipélago Ártico Canadiano). A seguinte tabela lista os territórios em ordem de precedência (as províncias têm precedência sobre os territórios, independentemente da data da sua criação).

#### Dados gerais dos territórios
| Bandeira | Escudo | Territórios             | Abreviação postal | Capital e maiores cidades | Entrada na Confederação | População (2011) | Área (km²) | Área (km²) | Área (km²) | Línguas oficiais |
| Bandeira | Escudo | Territórios             | Abreviação postal | Capital e maiores cidades | Entrada na Confederação | População (2011) | Terra      | Água       | Total      | Línguas oficiais |
| -------- | ------ | ----------------------- | ----------------- | ------------------------- | ----------------------- | ---------------- | ---------- | ---------- | ---------- | --- |
|          |        | Territórios do Noroeste | NT                | Yellowknife               | 15 de julho de 1870     | 41 462           | 1 183 085  | 163 021    | 1 346 106  | Inglês, francês, chipewyan, cree, gwich’in, inuinnaqtun, inuktitut, inuvialuktun, slavey nortista, slavey sulista e tłįchǫ |
|          |        | Yukon                   | YT                | Whitehorse                | 13 de junho de 1898     | 33 897           | 474 391    | 8 052      | 482 443    | Inglês e francês |
|          |        | Nunavut                 | NU                | Iqaluit                   | 1 de abril de 1999      | 31 906           | 1 936 113  | 157 077    | 2 093 190  | Inglês, francês, inuinnaqtun e inuktitut                                                                                   |
|          |        | Total                   | Total             | Total                     | Total                   | 107 265          | 3 593 589  | 328 150    | 3 921 739  | — |

Observações:
1. Logo antes à entrada à Confederação, as províncias canadenses de Ontário e Quebec eram partes da Província do Canadá.
2. A Nova Escócia, Novo Brunswick, Terra Nova e Labrador e a Ilha do Príncipe Eduardo eram colônias diferentes e independentes entre si, colônias do Reino Unido.
3. Manitoba, Saskatchewan, Alberta, Nunavut e Yukon foram todos criados através da secessão de terras dos Territórios do Noroeste.

## História

Evolução das fronteiras e os nomes das províncias e territórios do Canadá.

A história começa no ano de 1534, com a exploração francesa no Novo Mundo, mais precisamente no Rio São Lourenço. A exploração foi seguida da criação da Nova França, colônia que estava no auge entre 1713 e 1763, em que tinha poder em Ontário, Quebec, Terra Nova e Labrador e em grande parte dos Estados Unidos.
No ano de 1763, as regiões administrativas da Nova França: Canadá, Acádia, Terras de Rupert e Terra Nova, foram cedidas à Grã-Bretanha, enquanto o território mais à sul (atualmente dos Estados Unidos), foram cedidos ao Império Espanhol.
Após a França ceder os territórios do atual Canadá aos britânicos, foram criadas as seguintes colônias: Nova Escócia, Nova Brunswick, Terra Nova, Canadá Superior, Canadá Inferior e Terra de Rupert, sendo que esse último esteve sob administração da Companhia da Baía de Hudson.
Em 10 de fevereiro de 1841 o Ato de União de 1840, iniciado em 23 de julho de 1840, entrou em prática e o Canadá Superior se uniu ao Canadá Inferior, formando a Província do Canadá.
Em 1 de julho de 1867, é formada a Confederação do Canadá, com a União da Província do Canadá com Nova Brunswick e Nova Escócia. 
Entre 1870 e 1873, Manitoba, Colúmbia Britânica e Ilha do Príncipe Eduardo se uniram à Confederação. 
32 anos depois, em 1 de setembro de 1905, Sascachevão e Alberta também entraram na Confederação 
Em 1869, a população da Terra Nova e Labrador votaram a ser uma colónia britânica sobre interesse de que Canadá central iria dominar a política económica e fiscal. Em 1907, Terra Nova e Labrador adquiriu estatuto de domínio. Em 1933, frente falência nacional, a legislatura retornou o controle político para a Comissão de governo. Após a II Guerra Mundial, em 1948, um referendo que uma escassa maioria dos cidadãos aderiram a Confederação Terra Nova votou e, em 31 de Março 1949, Terra Nova se tornou a décima e última província do Canadá. Em 2001 foi oficialmente renomeada Terra Nova e Labrador.
Em 1903, a Alaska Panhandle Dispute fixou a fronteira noroeste da Colúmbia Britânica. Esta foi uma das duas únicas províncias canadenses na história que reduziu o seu tamanho. A segunda, em 1927, ocorreu quando uma disputa divisional entre a província do Quebec e o Domínio da Terra Nova viu que Labrador aumentou na despesa de Quebec.
Em 1999, Nunavut foi criada a partir da porção oriental do Territórios do Noroeste. Yukon encontra-se na porção ocidental do norte do Canadá, enquanto Nunavut está no leste. Todos os três territórios combinados são a mais escassamente povoada região no Canadá, com cerca de 100 000 habitantes espalhados por uma vasta área. Elas são muitas vezes referida como uma única região, a região norte, para fins organizacionais. O distrito de Keewatin foi criado como um território distinto de 1876 a 1905, data após a qual tornou-se uma administração distrital de Territórios do Noroeste. Em 1999, foi dissolvida quando se tornou parte de Nunavut.
No final de 2004, o primeiro-ministro Paul Martin surpreendeu alguns observadores, manifestando o seu apoio pessoal a todos os três territórios provinciais ganhando status "eventualmente". Ele citou a sua importância para o país como um todo e da constante necessidade de fazer valer a soberania no Ártico, nomeadamente com o aquecimento global poderia tornar essa região mais aberta à exploração.

## Governo
Teoricamente, as províncias têm um grande poder em relação ao governo federal, com jurisdição sobre muitos bem público como saúde educação, bem-estar, e transporte intra-provincial. Eles recebem "transferências" do governo federal para pagar os mesmos, bem como os seus próprios exigentes impostos. Na prática, porém, o governo federal pode usar estas transferências para influenciar estas áreas provinciais. Por exemplo, a fim de receber cuidados de saúde ao abrigo do financiamento Medicare, as províncias devem chegar a acordo para satisfazer determinados mandatos federais, tais como o acesso universal aos tratamentos médicos necessários.
Legislaturas provincial e territorial não tem segunda câmara como o Senado do Canadá. Originalmente, a maioria das províncias que têm esses organismos, conhecidos como Conselho Legislativo, mas estes foram posteriormente abolidos, de Quebec sendo a última em 1968. Na maioria das províncias, a única Casa da Legislatura, é conhecida como a Assembleia Legislativa, salvo em Nova Escócia e Terra Nova e Labrador, onde é chamado de Casa da Assembleia e Quebec, onde geralmente é chamado de Assembleia Nacional. Ontário tem uma Assembleia Legislativa, mas os seus membros são chamados membros do Parlamento Provincial ou MPPs.
As Assembleias Legislativas usam um procedimento semelhante ao da Câmara dos Comuns do Canadá. O chefe de governo de cada província, chamado o premier, geralmente é o chefe do partido com a maioria dos lugares. Este é também o caso em Yukon, Territórios do Noroeste e Nunavut, mas não têm os partidos políticos a nível territorial. O representante da Rainha para cada província é o tenente-governador. Em cada um dos territórios existe um análogo Commissioner, mas ele ou ela representa o governo federal e não o monarca.
Federal, provincial e territorialterminologia comparada
| Canadá                | Governador-geral      | Primeiro-ministro | Parlamento | Parlamento             | Parlamentar | Parlamentar                            |
| Canadá                | Governador-geral      | Primeiro-ministro | Senado     | Câmara dos Comuns      | Senador     | Membro do Parlamento                   |
| --------------------- | --------------------- | ----------------- | ---------- | ---------------------- | ----------- | -------------------------------------- |
| Ontário               | Governador-substituto | Premier           | n/a*       | Assembleia legislativa | n/a         | Membro do Parlamento Provincial (MPP)  |
| Quebec                | Governador-substituto | Premier           | n/a*       | Assembleia Nacional    | n/a         | Membro da Assembleia Nacional (MNA)    |
| Terra Nova e Labrador | Governador-substituto | Premier           | n/a*       | Casa da Assembleia     | n/a         | Membro da Casa da Assembleia (MHA)     |
| Nova Escócia          | Governador-substituto | Premier           | n/a*       | Casa da Assembleia     | n/a         | Membro da Assembleia legislativa (MLA) |
| Outras províncias     | Governador-substituto | Premier           | n/a*       | Assembleia legislativa | n/a         | Membro da Assembleia legislativa (MLA) |
| Territórios           | Comissário            | Premier           | n/a*       | Assembleia legislativa | n/a         | Membro da Assembleia legislativa (MLA) |

*Quebec, Nova Escócia, Novo Brunswick, Manitoba, Terra Nova, e Ilha do Príncipe Eduardo historicamente tinham Conselho legislativo, análogo ao Senado Federal.
Cada um dos territórios elege um membro do parlamento. Os territórios canadenses, cada um tem direito de eleger um representante para os plenos direitos de voto na Câmara dos Comuns do Canadá. Com a única exceção de Prince Edward Island ter pouco maior representação per capita do que os Territórios do Noroeste, cada território tem consideravelmente maior representação per capita na Comuns que todas as outras províncias. Moradores dos territórios canadenses são cidadãos plenos e gozam dos mesmos direitos que todos os outros canadenses. Cada território tem também um Senador.

### Partidos provinciais
A maioria das províncias têm contrapartidas provinciais, para os três partidos nacionais federais. No entanto, alguns partidos provinciais não são formalmente ligados a partidos federais que compartilham a mesma denominação. O Novo Partido Democrático é o único partido que tem integrado adesão entre as alas provinciais e federais. Algumas províncias regionais dos partidos políticos, como o Partido Saskatchewan.
O clima político provincial de Quebec é bastante diferente: o principal é dividido entre soberania (do qual o separatismo realizado é geralmente ser uma tendência), representada pelo Partido Quebequense, e federalismo, representada principalmente pelo Partido Liberal de Quebec. Desde 2007, a Oposição Oficial foi a Ação Democrática do Quebec, que preconiza o que ele chama de "autonomia", uma opção meio-termo de poder apoiar localizado na estrutura federal. Eles não têm correspondentes no partido Federal, mas sondagens mostram sua base para o alinhamento com o Partido Conservador do Canadá federal.
Os partidos provinciais Progressivo Conservador também estão agora separados do Partido federal Conservador, que resultou de uma fusão entre os Conservadores progressistas e a Aliança Canadense. Historicamente e atualmente, a evolução dos partidos políticos canadenses provinciais e federais é um pouco flexível. Partidos políticos provinciais são mais estáveis do que os partidos políticos federais canadenses.

## Outros
O Canadian National Vimy Memorial, familiar Vimy, Pas-de-Calais département, França, cerimoniosamente é considerado território canadense. Em 1922 o governo francês doou "livremente, e de todos os tempos, ao Governo do Canadá a livre utilização das terras isentas de todos os impostos". Com muito sacrifício o país superou a crise.
No entanto, ao contrário de missões diplomáticas que não gozam estatuto extraterritorial, o memorial é, portanto, sujeita à lei francesa.
No passado, houve interesse tanto no Canadá como nas Ilhas Turcas e Caicos, um território ultramarino britânico no Caribe, para que esté faça parte Confederação. Embora não oficialmente, negociações estão em curso, os dois lados têm um relacionamento de longa data e os políticos de ambos os lados têm ativamente explorado as circunstâncias em que uma união política poderia ser alcançada.